# Madarahalli, Maddur
Madarahalli là một làng thuộc tehsil Maddur, huyện Mandya, bang Karnataka, Ấn Độ.